# Hubert Ries
Pieter Hubert Ries (Bonn (Rin del Nord-Westfàlia), 1 d'abril, 1802 - Berlín, 14 de setembre, 1886), va ser un violinista i compositor alemany. Era germà de Ferdinand Ries.

## Biografia
Hubert Ries era el fill petit del violinista i director musical de Colònia Franz Anton Ries. Va rebre la seva educació del seu pare i més tard a Kassel de Louis Spohr i Moritz Hauptmann. Aquí va prendre classes juntament amb Ferdinand David. El 1824 va ser emprat com a primer violinista al "Königsstädtisches Theatre" de Berlín i un any més tard es va incorporar a l'orquestra reial.
Després d'haver-se guanyat el favor especial del públic berlinès a través de les vetllades de quartet que organitzava des de 1833, va ser nomenat concertista reial el 1836 i membre de l' Acadèmia de les Arts el 1839. Durant aquest temps va desenvolupar una carrera docent molt fructífera, que va continuar fins i tot després de la seva jubilació a la dècada de 1870.
Hubert Ries va morir el 14 de setembre de 1886 als 84 anys a Berlín i va ser enterrat al cementiri de Luisenstadt. La tomba no s'ha conservat.
Fills

- - Louis Ries (* 30 de gener de 1830 a Berlín), violinista,
  - Adolf Ries (* 20 de desembre de 1837 a Berlín), pianista a Londres,
  - Franz Ries (* 7 d'abril de 1846 a Berlín; † 20 de juny de 1932 a Naumburg), violinista, compositor, comerciant de música i editor.

## Obra
- Ries també va fer importants aportacions en l'àmbit de l'educació; El seu Mètode de violí per a principiants (publicat també en traducció anglesa), els seus Estudis de violí de dificultat moderada i els dotze Estudis de violí en forma de peces de concert són obres d'alt i perdurable valor.